# Xove (stacja kolejowa)
Xove – Stacja kolejowa kolei wąskotorowej FEVE w Xove, w Galicji, w Hiszpanii.
| Xove                           |  |                        |
| Linia Ferrol – Gijón (99,0 km) |  |                        |
| Xove Poboodległość: 1,3 km     |  | Lago odległość: 1,4 km |